# Семёновское-Красное
Семёновское-Красное — село в Суздальском районе Владимирской области России, входит в состав Павловского сельского поселения.

## География
Село расположено в 3 км на северо-запад от центра поселения села Павловское и в 9 км на юг от райцентра города Суздаль.

## История
Название села «Барским» показывает, что оно принадлежало помещикам. В описи Спасо-Евфимиева монастыря 1660 года значится грамота, в которой Семеновское упоминается вотчиной боярина Стрешнева. Церковь в селе каменная, в честь святого и чудотворного Николая, построена в 1778 году; при ней теплая церковь Симеона Иерусалимского, построена в 1823 году усердием прихожан. Древнейшая из них по происхождению, очевидно, теплая церковь, по имени которой названо и самое село. В 1896 году в селе 93 двора, 240 душ мужского пола и 252 женского. К селу Семеновскому в 1876 году было приписано село Теренеево.
В конце XIX — начале XX века село входило в состав Теренеевской волости Суздальского уезда.
С 1929 года село входило в состав Павловского сельсовета Суздальского района.

## Население
| 1859 | 1897 | 1926 |
| ---- | ---- | ---- |
| 568  | 502  | 585  |

| 1859 | 1897 | 1905 | 1926 | 2002 | 2010 | 2021 |
| ---- | ---- | ---- | ---- | ---- | ---- | ---- |
| 568  | ↘502 | ↘410 | ↗585 | ↘295 | ↗299 | ↘269 |

## Достопримечательности
В селе находится действующая Церковь Николая Чудотворца (1793).